# Erik Peterson

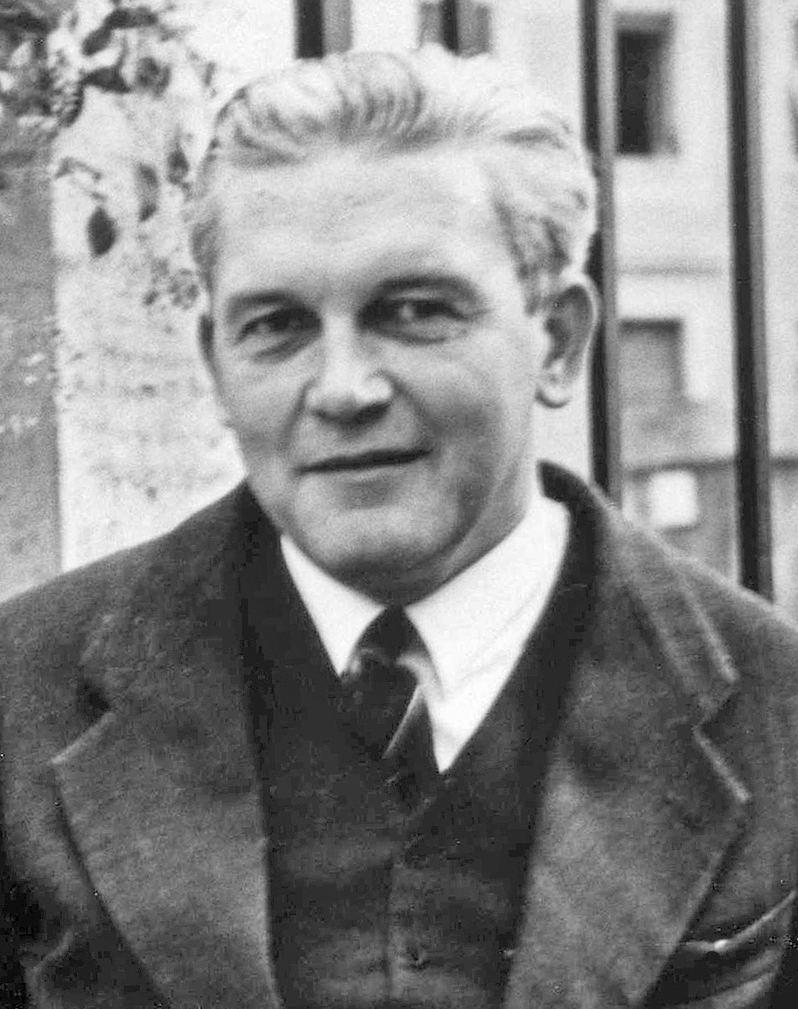
Erik Peterson, 1938.

Erik Peterson Grandjean (Amburgo, 7 giugno 1890 – Amburgo, 26 ottobre 1960) è stato un teologo e scrittore cattolico.

## Biografia
Teologo originariamente evangelico ma convertito nel 1930 alla fede cattolica, durante la sua vita rimase certamente in una posizione marginale, secondo l'esempio di Søren Kierkegaard, e rimase condannato per un lungo periodo dopo la sua morte ad essere unicamente una referenza ignota ai più. Solo con il lavoro di recupero del suo poderoso lascito, conservato a Torino, si è reso palese il considerevole influsso che questo pioniere esercitò su teologi come Karl Barth, Ernst Käsemann, Heinrich Schlier, Joseph Ratzinger e sulla teologia francese (Jacques Maritain, Jean Daniélou, Yves Congar e altri). I suoi saggi più famosi si concentrano in una maniera particolarmente rilevante e fruttuosa sulla tensione dialettica tra la teologia e le moderne scienze umane. Gli scritti di Peterson furono a suo tempo e continuano ad essere tradotti in italiano, francese, spagnolo e inglese. Dal 1932 al 1948 collaborò con la rivista Ephemerides Liturgicae con importanti interventi in campo teologico.
È sepolto a Roma, nel Cimitero del Verano

## Opere
- Was ist Theologie?, Bonn, Cohen, 1925.
- Heis Theos. Epigraphische, formgeschichtliche und religionsgeschichtliche Untersuchungen (= Forschungen zur Religion und Literatur des Alten und Neuen Testaments 24), Göttingen, Vandenhoeck & Ruprecht, 1926.
- Die Kirche, München, Beck, 1928-1929.
- La crisi della teolo e della chiesa protestante, in: Fides 33 (1933), 155-160.
- Die Alexandrinische Liturgie bei Kosmas Indikopleustes, in: Ephemerides liturgicae  (1933) 66-74.
- Dona, munera, sacrificia, in: Ephemerides liturgicae (1933) 75-77.
- Perfidia iudaica, in: Ephemerides liturgicae (1936) 296-311.
- Der Monotheismus als politisches Problem. Ein Beitrag zur Geschichte der politischen Theologie im Imperium Romanum, Leipzig, Hegner, 1935.
- Didachè cap. 9 e 10, in: Ephemerides liturgicae 58 (1944) 3-13.
- La Croce e la preghiera verso Oriente, in: Ephemerides liturgicae 59 (1945) 52-68.
- Il mistero degli Ebrei e dei gentili nella chiesa, Prefazione di Jacques Maritain, transl. A.Miggiano (Edizioni di Comunità), Roma 1946.
- Il libro degli angeli, transl. R.Giachino (= Ardens et Lucens), Rom 1946; 1989 2. Aufl., 1989 3. Aufl., 1991 4. Aufl. (= Coll. Studi teologici e pastorali 5) CLV Ediz. Liturgiche Roma.
- Nonne hic est filius fabri?, in: Communità 1 (1946).
- Il martiri e la chiesa, in: Ecclesia (Città del Vaticano) 6 (1947), 14-16.
- L'Uomo, in: Il Regno (Zeitschrift v. "Pro Civitate Cristiano", Assisi) 1947, Heft Nr.9, 33-36.
- Apostolo e martire nella Lettera ai Filippesi, transl. A.Pintonello (= Edizione liturgiche), Roma 1947.
- Polemik gegen die Mystiker in der jüdischen Gebetsammlung der Apostolischen Constitutionen, in: Ephemerides liturgicae 61  (1947) 339-340.
- Hostien-Partikel und Opfer-Anteil, in: Ephemerides liturgicae 61  (1947) 3-12.
- Das Buch von den Engeln. Stellung und Bedeutung der heiligen Engel im Kultus, Leipzig, Hegner, 1935; München, Kösel Verlag, 2. Auflage 1955. (tr. es.: El libro de los ángeles (= Patmos; Libros de Espiritualidad 71), Madrid, Rialp, 1957; tr. en.: The Angels and the Liturgie. The Status and Significance of the Holy Angels in Worship, London: Darton, Longman & Todd, 1964; NewYork, Herder and Herder, 2nd edition 1964; tr. fr.: Le livre des anges, Paris, Desclée de Brouwer, 1954; Genève, Ad solem, 1996; tr. it.: Il libro degli Angeli. Gli esseri angelici nella Bibbia, nel culto e nella vita cristiana, Roma, CLV Ediz. Liturgiche, 2008).
- I testimoni della verità, transl. K. Canevaro, (= Vita e Pensiero), Milano 1955.
- Frühkirche, Judentum und Gnosis. Studien und Untersuchungen, Herder, Rom - Freiburg im Breisgau 1959.
- Unveranderter reprografischer Nachdruck der 1. Auflage, Wissenschaftliche Buchgesellschaft, Darmstadt 1982.
- Il monoteismo come problema politico (Giornale di teologia 147), Editoriale di G. Ruggieri, Queriniana, Brescia 1983.